# Coco (álbum)
Coco é o álbum de estreia da cantora norte-americana Colbie Caillat, lançado em 2007. O álbum rapidamente alcançou o top 5 da Billboard 200, vendendo mais de 50 mil cópias em apenas uma semana.[carece de fontes?]

## Faixas
Todas as faixas por Colbie Caillat e Jason Reeves, exceto onde anotado.
1. "Oxygen" – 3:51
2. "The Little Things" – 3:45
3. "One Fine Wire" (Caillat, Reeves, Blue) – 3:36
4. "Bubbly" – 3:16
5. "Feelings Show" (Caillat, Reeves, Blue) – 3:09
6. "Midnight Bottle" – 3:40
7. "Realize" (Caillat, Reeves, Blue) – 3:40
8. "Battle" (Caillat, Blue) – 4:04
9. "Tailor Made" – 4:29
10. "Magic" – 3:24
11. "Tied Down" – 3:06
12. "Capri" (Caillat) – 2:57

### Faixa Bônus
13. "Older" (edição Estados Unidos) (Caillat, Blue) – 4:06
14. "Dreams Collide" (edição Reino Unido) - 4:38

## Recepção da crítica
| Críticas profissionais | Críticas profissionais |
| Avaliações da crítica  | Avaliações da crítica  |
| Fonte                  | Avaliação              |
| ---------------------- | ---------------------- |
| allmusic               | [ 1 ]                  |
| Rolling Stone          | [ 2 ]                  |

O álbum recebeu críticas mistas. Allmusic disse que ela canta sobre coisas simples e cotidianas de forma despretensiosa, deixando suas melodias de uma menina que se deixa levar pelo dia. Chuck Arnold (da revista People) disse que embora as faixas midtempo começam a se misturar juntas, essa garota da Califórnia mantém os sons em beijou-sol." Caryn Ganz (com a Rolling Stone) disse que Caillat tem "swing soulful", mas mais de uma dúzia branda, melodias ensolaradas, é difícil para o pino-la." [12] Capri é a canção única escrita por Caillat. Também foi destaque no filme Stephanie Daley.

## Desempenho nas paradas musicais

### Álbum
| Parada musical (2007)                           | Melhor posição | Certificação  |
| ----------------------------------------------- | -------------- | ------------- |
| Estados Unidos - Billboard 200                  | 5              | Platina(RIAA) |
| Estados Unidos - Billboard Comprehensive Albums | 5              | Platina(RIAA) |
| Nova Zelândia - RIANZ Top 40 Albums Chart       | 11             | -             |
| United World Chart                              | 22             | -             |
| Alemanha - Top 100 Album-Charts                 | 15             | -             |
| Suíça - Album Top 100                           | 38             | -             |
| Brasil - Hot100Brasil                           | 17             | -             |